# Karl Gerhards memoarböcker
Karl Gerhards memoarböcker kom ut i fyra volymer under hans livstid.  Memoarböckerna är 
- 1931 – Och så kommer det en gosse
- 1952 – Om jag inte minns fel
- 1956 – Katt bland hermeliner
- 1961 – Lite gullregn
- 1964 – Med mitt goda minne

Den femte volymen Med mitt goda minne som är utgiven postumt innehåller det ett kapitel till en femte memoarbok som han hann skriva färdigt, citat ur hans dagbok av aforism-karaktär samt sammandrag ur de tre senare av hans tidigare memoarböcker. Memoarerna avhandlar inte Karl Gerhards liv strikt kronologiskt utan är snarare en samling av saker som dykt upp ur författarens minne; i förordet till en av böckerna säger han om boken att han avstått från att studera sina klippböcker utan litat helt på minnet.